# Liste der Kulturdenkmäler in Koblenz-Bubenheim
In der Liste der Kulturdenkmäler in Koblenz-Bubenheim sind alle Kulturdenkmäler im Stadtteil Koblenz-Bubenheim der rheinland-pfälzischen Stadt Koblenz aufgeführt. Grundlage ist die Denkmalliste des Landes Rheinland-Pfalz (Stand: 28. Juni 2023).

## Einzeldenkmäler
| Bezeichnung                      | Lage                        | Baujahr                  | Beschreibung | Bild                           |
| -------------------------------- | --------------------------- | ------------------------ | --- | ------------------------------ |
| Katholische Kapelle St. Maternus | St.-Maternus-Straße Lage    | 1908/09                  | Saalbau, 1908/09, Architekten Huch & Grefges, Koblenz | weitere Bilder Fotos hochladen |
| Wohnhaus                         | St.-Maternus-Straße 25 Lage | 17. oder 18. Jahrhundert | Krüppelwalmdachbau, Fachwerk verputzt bzw. verkleidet, 17. oder 18. Jahrhundert | Fotos hochladen                |
| Schulhaus                        | Weißenthurmer Straße 5 Lage | 1848                     | ehemalige Schule; nahezu quadratischer Grauwackebau, ornamentale Gliederung durch unterschiedliche Steinarten, 1848, Architekt vermutlich Johann Claudius von Lassaulx; Seiteneingang der 1960er Jahre | Fotos hochladen                |